# Amiais de Baixo (freguesia)
A Freguesia de Amiais de Baixo é uma freguesia portuguesa do Município de Santarém com 6,30 km² de área e 1616 habitantes (censo de 2021), tendo, por isso, uma densidade populacional de 256,5 hab./km².
A freguesia de Amiais de Baixo tem sede na vila de Amiais de Baixo.

## Geografia
A vila de Amiais de Baixo situa-se num vale, a sul do chamado Maciço de Porto de Mós, com a Serra dos Candeeiros a poente e a Serra D’Aire a norte, distando 31 quilómetros da sede do município (Santarém), sendo o terceiro maior agregado populacional do município de Santarém e o mais afastado da sua sede.

## História
A origem do topónimo Amiais está associada à possível existência de muitos amieiros nas margens da ribeira de Amiais que atravessa a vila e desagua junto à nascente do rio Alviela.
O topónimo De Baixo terá sido acrescentado para a distinguir da povoação contígua de Amiais de Cima, lugar pertencente à freguesia de Abrã.
A extracção de madeira e a sua transformação, já há mais de duzentos anos, eram as suas actividades principais. Hoje, a indústria da cerâmica e electrónica, junta com o mobiliário, são as principais fontes de riqueza. O comércio e serviços são também, na vila, actividades com importância significativa.
A povoação de Amiais de Baixo detém a categoria de Vila desde 21 de junho de 1995.

## Demografia
A população registada nos censos foi:
| Distribuição da População por Grupos Etários | Distribuição da População por Grupos Etários | Distribuição da População por Grupos Etários | Distribuição da População por Grupos Etários | Distribuição da População por Grupos Etários |
| -------------------------------------------- | -------------------------------------------- | -------------------------------------------- | -------------------------------------------- | -------------------------------------------- |
| Ano                                          | 0-14 Anos                                    | 15-24 Anos                                   | 25-64 Anos                                   | > 65 Anos                                    |
| 2001                                         | 263                                          | 279                                          | 1076                                         | 461                                          |
| 2011                                         | 234                                          | 159                                          | 975                                          | 483                                          |
| 2021                                         | 198                                          | 142                                          | 796                                          | 480                                          |

## Monumentos e património
Amiais de Baixo possui um reduzido património edifícado de valor histórico ou arquitectónico. Pode ser classificada como património cultural a Igreja Matriz de Nossa Senhora da Graça, tratando-se de construção incaracterística, construída depois de 1852. Antes da fundação da freguesia, ainda no século XVII, existia aqui uma pequena capela, dedicada a S. Gens.[carece de fontes?]

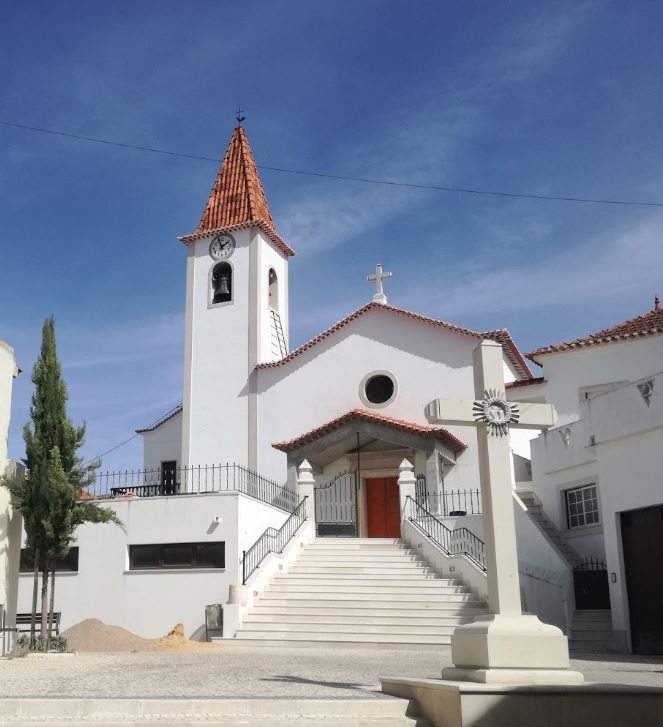
Igreja Matriz Amiais de Baixo

## Festas e Romarias
- Festa/Romaria realizada em Honra do Mártir São Sebastião e Nossa Senhora da Graça. Esta festa é realizada há mais de 150 anos pelas gentes desta Vila. A Festa em Honra de Mártir São Sebastião é Realizada Domingo Magro (no fim de semana anterior ao fim-de-semana de Carnaval).  Tem-se nesta festa alguns casos praticamente únicos, sendo que Nossa Senhora da Graça é a Padroeira da Vila, a festa realiza-se em Honra do Mártir São Sebastião e os dois momentos mais importantes e comoventes são quando o Arcanjo São Miguel sai da capela (presente no cemitério mais antigo da Vila) para a Igreja Matriz onde pernoita durante os dias de festa, na Segunda-feira na última procissão a padroeira (Nossa Senhora da Graça tem uma despedida comovente ao Arcanjo São Miguel), sem dúvida que para o Povo . A Procissão realizada para o transporte do Arcanjo São Miguel para a Igreja Matriz é feita de noite com archotes que cada pessoa carrega a iluminar as ruas da Vila. Em Seguida, existem fogos de Artificio, a estourar por cerca de 20 minutos, de referência devido à importância do feito.

A esta festa já passaram praticamente todos os grandes nomes da música portuguesa e vários nomes da música brasileira. As ruas mais importantes/movimentadas de Amiais de Baixo, são praticamente todas iluminadas com arcos luminosos em toda a extensão. De salientar também, que no ano 2016, a Orquestra Filarmónica 12 de Abril fez 25 anos de participação nestas festas.
- Festa do 10 de Junho é uma outra festa realizada na Vila e é Realizada pela Casa de Povo de Amiais de Baixo, esta festa realiza-se dia 10 de Junho, um dos principais ícones desta festa é a prova de Atletismo também já bastante antiga.

- Festival do Capado trata-se de um festival gastronómico de um prato típico de Amiais de Baixo (singular). É uma aposta muito recente, trata-se de um festival organizado pelas associações da Vila (Casa do Povo, Clube Desportivo Amiense e Associação de Pais da Escola e Jardim de Infância) e também pela Junta de Freguesia. A primeira aposta no Festival do capado aconteceu em 2014 no início de Maio. Este Festival é realizado na Casa do Povo de Amiais de Baixo.

- Feira Multi-sectorial de Amiais de Baixo foi realizada pela primeira vez no ano de 2018, tendo tido mais de 30 expositores de diversas empresas e ramos de actividade.

## Associações/Colectividades
A vila de Amiais de Baixo tem 4 associações.
- Casa do Povo de Amiais de Baixo - fundada em 2 de julho de 1980. Esta associação é polivalente pois permite a dinamização de actividades (física, cultural, desportiva etc.) através do espaço a realização de espectáculos e actividades diversificadas. Realiza também a festa do 10 de junho (referenciada em cima).
- Clube Desportivo Amiense - fundado a 1 de Agosto de 1954, é responsável pela formação de jovens atletas (masculinos) Futebol e (feminino) Basquetebol. O primeiro jogo oficial de Futebol foi a 15 de agosto de 1954.
- APAB - Associação de Pais e Enc. Educação Eb1/JI Amiais de Baixo
- Clube de Caçadores Amiense.
- Associação Solidariedade Social e de Melhoramentos de Amiais de Baixo